# Theo Blum
Theo Blum (* 10. Januar 1883 in Mönchengladbach; † 31. Januar 1968 in Köln) war ein deutscher Landschaftsmaler und Radierer.

## Leben

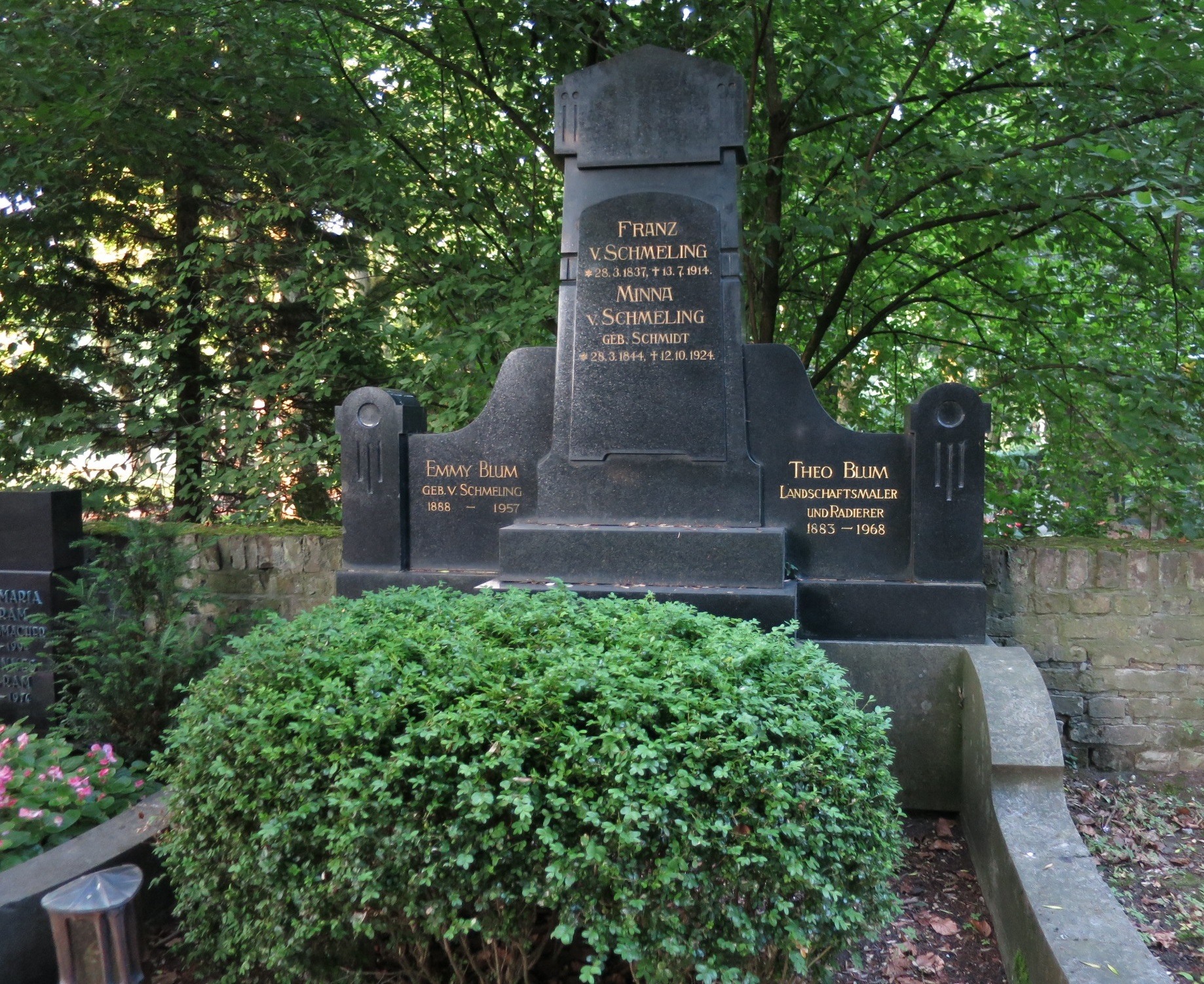
Grab der Familie von Schmeling

Blum wurde an der Kunstgewerbeschule in Krefeld am Niederrhein ausgebildet. Als junger Künstler zog er nach Köln. Den 1. Weltkrieg verbrachte Blum als Kriegsmaler in Nordfrankreich und war dort auch künstlerischer Leiter des Theaters in Charleville. Nach dem Krieg führten ihn ausgedehnte Studienreisen nach Holland, in die Schweiz und nach Italien, wo er für sein Werk den päpstlichen Orden Pro Ecclesia et Pontifice erhielt. Ab Mitte der 1920er Jahre widmete er sich verstärkt der Darstellung von Motiven aus Deutschland, wobei insbesondere Darstellung des Rheinlandes und von Saar und Mosel hervorzuheben sind. 1932 wurde er zum Ehrenbürger der Stadt Zons am Niederrhein ernannt. Blum war 1938, 1940 und 1941 mit fünf Kaltnadelradierungen auf der Großen Deutschen Kunstausstellung in München vertreten, von denen u. a. Hitler 1938 „Weinort Zell“ und „Weinort Gondorf mit Blick auf Niederpfeil an der Mosel“ erwarb.
Im 2. Weltkrieg wurden zahlreiche seiner Werke bei einem Bombenangriff auf Köln zerstört. Bis zu seinem Tod 1968 lebte und arbeitete Blum in Köln. Sein Werk hat er der Stadt Zons (heute ein Stadtteil von Dormagen) vermacht. Blum wurde im Familiengrab seiner Frau Emmy, geb. von Schmeling, auf dem Kölner Friedhof Melaten, im Bereich des alten Ehrenfelder Friedhofs (Flur E14 Nr. 80/81) beigesetzt.

## Werk
- 1914:  Cöln in Wort und Bild (mit 20 Farbdrucken nach Aquarellen), herausgegeben vom Kölnischen Verkehrsverein aus Anlass der Werkbundausstellung
- 1915–18: ca. 250 Zeichnungen und Aquarelle aus Nordfrankreich (Kriegswerk)
- 1919: Beginn des graphischen Mappenwerkes Deutsche Lande
- 1925/26: Studienreisen nach Italien mit Mappenwerken Rom 1925, Aus Roms Umgebung sowie Palazzo Chigi und sein Park in Ariccia
- 1925: Ölgemälde Sommertag in Zons (Sammlung Winterhalter/Schweiz), auch als Kunstdruck bei Hanfstaengl/München
- 1942/43: Köln - Inferno (60 Zeichnungen und 21 Aquarelle)